# Сорбитол
Сорбитолът (хексанхексол)  е хранителна добавка (E420). По химичен състав това е висш алкохол, който има сладък вкус. Използва се като изкуствен подсладител и овлажнител. Получава се от глюкоза чрез каталитично хидрогениране. 
Използва се в захарни близалки, сушени плодове, захарни изделия, пасти, сладкиши и дъвки. Енергийната стойност (2,4 kcal/g) на сорбитола е по-ниска от тази на захарта (4,1 kcal/g), освен това при консумация той не предизвиква отделянето на инсулин. Затова често се използва като заместител на захарта и може да се срещне в диетичните храни и напитки. Сорбитол се влага и при производството на сиропи за кашлица и паста за зъби. Повечето бактерии не са в състояние да го усвоят, не се образуват киселини и др. По тази причина консумацията му, за разлика от останалите захари (въглехидрати), не причинява кариес. В големи количества се използва за получаване на аскорбинова киселина (витамин C). 
В естествен вид се среща в костилковите плодове (круши, сини сливи, ябълки, праскови, кайсии) и водораслите.
Приемането на по-големи количества сорбитол (> 50 г) има слабително действие. Консумацията на сорбитол от пациенти, страдащи от непоносимост към фруктоза, не се препоръчва, тъй като той може да влоши усвояването на плодовата захар. 